# Angela Ittel
Angela Ittel-Polatschek (* 10. Juni 1967 in Wetzlar) ist eine deutsche Psychologin und seit dem 1. Juli 2021 Präsidentin der Technischen Universität Braunschweig.

## Leben und Wirken
Nach dem Abitur 1986 am Dreikönigsgymnasium in Köln studierte Angela Ittel am Miami Dade Community College in Florida. Dort erlangte sie im Jahr 1988 einen Associate Degree, der als Studienabschluss in Deutschland nicht anerkannt ist. Von 1988 bis 1991 studierte Angela Ittel an der Florida International University und erlangte einen Bachelor of Arts in Psychologie. Anschließend studierte sie an der University of California, Santa Cruz und schloss das Studium 1997 mit einem Master of Science und einem Doctor of Philosophy in Psychologie ab.
Ab 1994 arbeitete sie als wissenschaftliche Mitarbeiterin am Max-Planck-Institut für Bildungsforschung in Berlin sowie ab 1997 am Lehrstuhl für Entwicklungspsychologie der Friedrich-Schiller-Universität Jena. Von 1999 bis 2000 war sie wissenschaftliche Assistentin der Professur für Empirische Sozialforschung und Sozialisationsforschung an der Technischen Universität Chemnitz sowie von 2000 bis 2008 im Arbeitsbereich Empirische Erziehungswissenschaft an der Freien Universität Berlin. Parallel absolvierte Angela Ittel von 1999 bis 2004 eine Ausbildung an der Berliner Akademie für Psychotherapie zur Psychologischen Psychotherapeutin mit dem Schwerpunkt Verhaltenstherapie und nahm eine freiberufliche Tätigkeit als Verhaltenstherapeutin und Beraterin auf. Im Jahr 2005 wurde ihr an der Freien Universität Berlin die Lehrberechtigung für das Fach Psychologie verliehen.
Von 2005 bis 2007 vertrat Angela Ittel die Professur für Pädagogische Psychologie am Institut für Erziehungswissenschaft der Technischen Universität Berlin sowie von 2007 bis 2008 die Professur für Sozialisation und Erziehung am Institut für Pädagogik der Universität der Bundeswehr München. 2008 wurde Angela Ittel am Institut für Erziehungswissenschaft der Technischen Universität Berlin zur Professorin für Pädagogische Psychologie berufen. Ab 2009 war Angela Ittel Geschäftsführende Gesellschafterin der Center for Excellence In Global Education (CEIGE) GmbH, die sie zusammen mit der Sprachwissenschaftlerin Ursula Maria Esser, der Medienwissenschaftlerin Regina Eichen und der Kommunikationswissenschaftlerin Sigrid Peuker gegründet hat.

## Hochschulmanagerin
Angela Ittel war von 2014 bis 2018 Vizepräsidentin für Internationales und Lehrkräftebildung sowie von 2018 bis 2021 Vizepräsidentin für Strategische Entwicklung, Nachwuchs und Lehrkräftebildung der Technischen Universität Berlin. Im Jahr 2021 bewarb sich Angela Ittel um das Amt der Präsidentin der Technischen Universität Braunschweig und wurde am 10. März 2021 ohne Gegenkandidaten einstimmig vom Senat gewählt. Am 21. Juni wurde sie durch den niedersächsischen Minister für Wissenschaft und Kultur mit Wirkung zum 1. Juli 2021 für eine Amtszeit von sechs Jahren zur Präsidentin der TU Braunschweig ernannt.

## Publikationen
- Angela Ittel, Isabel Teusch: Ein Marathon, kein Sprint. Diversität an der TU Berlin. In: DUZ Wissenschaft & Management. DUZ Verlags- und Medienhaus vom 4. September 2020, abgerufen am 20. März 2021.